# Razgovor
Razgovor označava razmjenu riječi vezanih pojmova ili komunikaciju između dvoje ili više osoba. U užem smislu se pod time podrazumijeva isključivo verbalna komunikacija, pa se tada rabi izraz konverzacija. Za razgovore koji su više formalne prirode, odnosno imaju ograničenu ili unaprijed određenu temu rabi se izraz rasprava.
Za razgovore koji se vode pisanim putem se rabi izraz korespodencija. Za razgovor preko Interneta u stvarnom vremenu se rabi izraz chat.